# Wilhelm Messerschmidt (Physiker)
Wilhelm Messerschmidt (* 6. März 1906 in Luckenwalde; † 25. Oktober 1975 in Halle/Saale) war ein deutscher Physiker.

## Leben
Messerschmidt besuchte humanistische Gymnasien in Halle und Sangerhausen und studierte anschließend in Berlin, München und Halle. Unter dem Einfluss von Gerhard Hoffmann (1880–1945) begann er sich in Halle für kosmische Strahlung zu interessieren. 1933 promovierte Messerschmidt über die Radioaktivität der Atmosphäre. Von November 1933 bis Dezember 1936 war er Mitglied der SA.  Nach seiner Habilitation im Jahre 1936 ging er an die Deutsche Versuchsanstalt für Luftfahrt nach Berlin. Dort beschäftigte er sich mit der Ausbreitung elektromechanischer Wellen und der Funkmesstechnik. Nach dem Kriege ging Messerschmidt wieder nach Halle, wo er zunächst als Dozent arbeitete und 1947 zum Professor ernannt wurde. Arbeiten zur kosmischen Strahlung durfte er erst 1952 wieder aufnehmen, Dauerregistrierungen der kosmischen Strahlung begannen wieder am 1. Januar 1957. Von 1960 bis 1965 existierte in Halle sogar eine Arbeitsgruppe Kosmische Strahlung der Akademie der Wissenschaften der DDR. Durch Messerschmidts persönlichen Einsatz konnten die Forschungen fortgesetzt werden. 1975 wurden die Dauerregistrierungen und die Arbeiten zur kosmischen Strahlung in Halle abgebrochen.
Wilhelm Messerschmidt führte nach dem Zweiten Weltkrieg den schon 1848 durch Christian Gottfried Giebel gegründeten Naturwissenschaftlichen Verein für Sachsen und Thüringen weiter. Dieser Verein gehörte zu den wenigen, die 1949 nicht aufgelöst oder in den Kulturbund integriert wurden. Er bestand auch nach Messerschmidts Tod weiter bis zur endgültigen Auflösung im Jahre 1990. Im Jahre 1958 wählte die Deutsche Akademie der Naturforscher Leopoldina Wilhelm Messerschmidt zu ihrem Mitglied.